# سكوت إريكسون
سكوت إريكسون (بالإنجليزية: Scott Erickson)‏ هو لاعب كرة قاعدة أمريكي، ولد في 2 فبراير 1968 في لونغ بيتش في الولايات المتحدة.

## وصلات خارجية
- سكوت إريكسون على موقع دوري كرة القاعدة الرئيسي (الإنجليزية)
- سكوت إريكسون على موقعبيزبول رفرنس.كوم (الدوري الرئيسي) (الإنجليزية)
- سكوت إريكسون على موقعبيزبول رفرنس.كوم (الدوري الثانوي) (الإنجليزية)
- سكوت إريكسون على موقع مشجعي الرسوم البيانية (الإنجليزية)